# Вічне сяйво чистого розуму
«Вічне сяйво чи́стого розуму» (англ. Eternal Sunshine of the Spotless Mind) — американська напівфантастична драма Мішеля Гондрі. Фільм отримав «Оскара» за найкращий оригінальний сценарій.
Станом на 1 березня 2024 року фільм займав 95-ту позицію у списку 250 кращих фільмів за версією IMDb.

## Сюжет
Джоел (Джим Керрі) — мрійливий меланхолік, зустрічає Клементину (Кейт Вінслет) — імпульсивну дівчину з зеленим волоссям. Вони зближуються і проводять побачення, лежачи на кризі замерзлої річки й дивлячись на темне зоряне небо.
Одного разу Джоел приходить у книжковий магазин, де працює Клементина, з наміром попросити вибачення перед нею і подарувати презент, проте Клементина не впізнає його, і натомість починає закохано розмовляти з якимось Патріком. Цей факт дуже дивує Джоела, у розпачі він приходить до своїх друзів. У них він бачить картку з фірми «Лакуна», в якій написано, що Клементина звернулася до цієї клініки й видалила спогади про нього.
Зранку 12 лютого Джоел приїжджає до фірми «Лакуна», аби стерти собі спогади про Клементину. З головним лікарем, — експертом зі стирання спогадів, — Говардом Мерзв'яком (Том Вілкінсон) він домовляється стерти з пам'яті усе, пов'язане з Клементиною Кручинські. Приготування до операції включає складання «карти спогадів». Джоел збирає абсолютно всі предмети зі свого оточення, які хоч чимось нагадують йому про Клементину, і приносить їх до клініки. Після побудови «карти спогадів» Джоела відпускають додому, де він має очікувати візиту технологів увечері.
Вони — Стен (Марк Руффало) і Патрік (Елайджа Вуд) — під'єднують сплячого Джоела до спеціального апарату та стирають йому спогади. Крізь сон він чує ім'я Патріка й уривки їхніх зі Стеном розмов. Патрік розповідає, що під час останнього виїзду зі стирання спогадів одній клієнтці він закохався в неї й навіть украв її трусики. У Стена це викликає огиду, та він каже, що це колишня дівчина Джоела. Пізніше до них приєднується Мері (Кірстен Данст) — секретарка доктора Мерзв'яка. Раптово Патріку дзвонить схвильована Клементина і просить терміново приїхати до неї. Він зривається й залишає Стена з Мері. Ті, відволікшись на свої любовні ігри прямо на ліжку Джоела, не помічають, що процес стирання спогадів пішов не за планом. У своїй підсвідомості Джоел активно чинить опір стиранню спогадів, які, як у кіно, прокручуються одне за одним у нього в голові. Джоел переживає романтичні побачення з Клементиною, яка в його підсвідомості активно допомагає йому боротися зі стиранням. Вона слідує за ним у спогадах і допомагає заховати себе в дитячі спогади, щоби, прокинувшись, Джоел міг усе згадати. Проте їхній план провалюється.
Після закінчення процедури Стен виявляє проблему й викликає на допомогу лікаря Мерзв'яка. Той приїжджає й усуває проблеми, стираючи усі сліди спогадів про Клементину з мозку Джоела. Стен виходить із кімнати, залишаючи Мері й доктора Мерзв'яка наодинці. Мері зізнається в коханні до доктора й цілує його в губи, однак той просить її не озвучувати більше жодних зізнань і намагається заспокоїти її. Свідком цього стає дружина доктора, яка раптово приїхала й побачила це через вікно. Мері просить вибачення перед нею, але та каже, що це вже не перший випадок. Мері вже стирали спогади про любовні пригоди з доктором.
Патрік знаходить серед речей Джоела подарунок для Клементини й дарує його від себе на день святого Валентина. Та приємно здивована, бо їй дуже сподобалася прикраса, чого зазвичай не буває. Вони їдуть на замерзлу річку, де Патрік каже заготовлену фразу зі щоденника Джоела. Та спрацьовує на Клементину як тригер, й вона тікає.
У день святого Валентина Джоел, як зазвичай, зібрався йти на роботу, але в останню хвилину, стоячи на вокзалі, змінює маршрут і застрибує в потяг до Монтока. Там із ним знайомиться дівчина, яка має синє волосся. Дорогою вони розуміють, що мають багато спільних фактів з біографії. Приміром, Джоел дуже часто ходить у книжковий магазин, в якому працює Клементина. Вона представилася Клементиною, благаючи Джоела не співати пісню «Дорога Клементина», яку співає собака Гакльберрі (Huckleberry Hound) в мультфільмі.
Мері, секретарка «Лакуни», шокована розкритою інформацією й розсилає всім клієнтам фірми матеріали, що стосуються їхніх справ. Клементина, збираючись поїхати до Джоела, знаходить до себе в будинок по зубну щітку і знаходить свій конверт від Мері, в якому була аудіокасета з записом її голосу і всі подробиці у справі про стирання спогадів, пов'язаних із нею. Джоел чує її зізнання, зроблене в різких тонах, і просить Клементину залишити його, вважаючи, що це безглуздий і грубий жарт. Клементина дослуховує плівку в будинку і приходить до висновку, що в них був роман. Вона вирішує вибачитися і приходить до Джоела в той момент, коли він прослуховує таку ж касету зі своїм зізнанням. Прослухавши плівку з зізнанням Джоела, в якому він концентрується на її вадах і негативних сторонах, вона йде. Джоел просить вибачення, й вони вирішують почати все знову.

## У ролях
- Джим Керрі — Джоел
- Кейт Вінслет — Клементина
- Елайджа Вуд — Патрік
- Кірстен Данст — Мері
- Марк Руффало — Стен
- Том Вілкінсон — Доктор Говард Мерзв'як
- Девід Кросс — Роб
- Джейн Адамс — Керрі
- Еллен Помпео — Наомі (видалені сцени)

## Нагороди та номінації

### Нагороди
Премія «Оскар»
- 2005 — Найкращий оригінальний сценарій (Чарлі Кауфман, Мішель Гондрі, П'єр Бісмут)

Премія «Сатурн»
- 2005 — Найкращий науково-фантастичний фільм

Премія BAFTA
- 2005 — Найкращий монтаж (Валдіс Оскарсдоттір)
- 2005 — Найкращий оригінальний сценарій (Чарлі Кауфман)

Премія Брема Стокера
- 2005 — Сценарій (Чарлі Кауфман, Мішель Гондрі, П'єр Бісмут)

Премія Національної ради кінокритиків США
- 2005 — Найкращий сценарій (Чарлі Кауфман)
- 2005 — Спеціальна згадка

### Номінації
Премія «Оскар»
- 2005 — Найкраща акторка (Кейт Вінслет)

Премія «Сатурн»
- 2005 — Найкращий актор (Джим Керрі)
- 2005 — Найкраща акторка (Кейт Вінслет)

Премія «Сезар»
- 2005 — Найкращий зарубіжний фільм

Премія «European Film Awards»
- 2004 — Нагорода «Screen International» (Мішель Гондрі)

Премія «Золотий глобус»
- 2005 — Найкращий мюзикл / комедія
- 2005 — Найкращий сценарій (Чарлі Кауфман)
- 2005 — Найкращий актор мюзиклу / комедії (Джим Керрі)
- 2005 — Найкраща акторка мюзиклу / комедії (Кейт Вінслет)

Премія «Ґреммі»
- 2005 — Найкращий альбом-саундтрек (Джон Брайон)

Премія «Г'юґо»
- 2005 — Найкраща драматична вистава (довга форма)